# Ria de Pontevedra
A ria de Pontevedra é uma ria da Galiza, no noroeste de Espanha, situada na província homónima. Estende-se no sentido nordeste-sudoeste a partir da cidade de Pontevedra, a leste até às ilhas Ons, a oeste, já em pleno oceano Atlântico, separando a comarca de Salnés, a norte, da comarca do Morraço, a sul. Uma das suas principais caraterísticas é o elevado número de viveiros, principalmente de marisco e  moluscos.

## Geografia
É umas das três principais entradas de mar da costa sul da Galiza e a segunda maior das Rias Baixas, ocupando uma área de 145 quilómetros quadrados e tendo um volume de aproximadamente 3 937 hectómetros cúbicos. O principal afluente da ria é o rio Lérez, que contribui com um caudal anual médio de 432 hm³ e  que desagua a poucos quilómetros de Pontevedra depois de passar por esta cidade. A sudoeste da ria abre-se a enseada de Aldán, à qual aflui a pequena ria de Aldán, situada na península do Morrazo. A média de precipitação anual na zona da ria é de 1 500 mm.
Na ria existem várias ilhas, entre as quais se destacam as de Tambo, no fundo da ria, as do arquipélago de Ons. Este último é formado pela ilha de Ons, a maior, e a pequena ilha de Onza (ou Onceta) e integra o Parque Nacional das Ilhas Atlânticas da Galiza.
A fauna da ria é muito abundante. Abunda a gaivota-de-patas-amarelas e é habitual avistar garças, nomeadamente a garça-branca-pequena, pilritos, etc. Há também muitas espécies de interesse gastronómico, entre elas várias espécies de marisco, cuja exploração dá emprego a alguns dos habitantes
Os municípios que circudam a ria são:
- Bueu, Marín e Pontevedra, a sul;
- Sanxenxo e Poio, a norte.

A população conjunta destes municípios ultrapassa os 200 000 habitantes, um número que pode elevar-se a 300 000 no verão devido ao afluxo de turistas. Localidades como Sanxenxo quadruplicam a sua população nessa época. Os dois municípios com mais população são Pontevedra, com 83 114 habitantes e Marín com 24 248 (dados de 2021).

## História
Há 4.000 anos atrás, havia um vale fluvial no que é hoje a Ria de Pontevedra, que mais tarde foi inundado pelo Oceano Atlântico. Nos tempos antigos, Pontevedra, Combarro, Marim, São Genjo e Bueu não estavam junto ao mar. Há 15.000 anos atrás, o mar começou a penetrar no vale pouco a pouco, mas provavelmente chegou à actual entrada do rio Lérez em Pontevedra há cerca de quatro mil anos.
Segundo Juan Vidal Romaní, professor de geologia na Universidade da Corunha, há 14.000 anos atrás a costa era constituída por grandes dunas de areia a vários quilómetros a oeste da ilha de Ons, que nessa altura e durante vários milénios permanecera ligada ao continente. Toda a configuração da actual Ria de Pontevedra era uma sucessão de florestas de carvalhos e castanheiros, com prados nas zonas baixas.
Em 2018, restos de solo pré-histórico, paleosol, sob a forma de lajes de uma substância compacta e pegajosa apareceram em Mourisca, Beluso (Bueu).

## Turismo
A ria de Pontevedra é uma das zonas mais turísticas da Galiza, tanto pelas suas inúmeras praias como pelas localidades ribeirinhas, como Sanxenxo, Bueu, Pontevedra, Poio, Portonovo e Combarro, com os seus típicos espigueiros (em galego: hórreos). Os desportos naúticos como a vela são populares e há boas infraestruturas para a sua prática, como o Real Club Náutico de Sanxenxo, de onde partiu a Volvo Ocean Race de 2005-2006. A Escola Naval Militar, onde são formados os oficiais da Armada Espanhola, está sediada em Marín.
Outra das atrações turísticas da região é a ilha de Ons, parte do município de Bueu, à qual se pode aceder em ferryboats a partir de Sanxenxo, Portonovo, Marín e Bueu, a qual dispõe de excelentes praias e de miradouros  com vistas estupendas sobre a ria, que se estendem desde O Grove até ao cabo Home, em Cangas.
Algumas das praias da ria são:
| - Praia de Baltar (em Portonovo, Sanxenxo) - Praia de Silgar (em Sanxenxo) - Praia de Canelas (em Sanxenxo) - Praia de Montalvo (em Sanxenxo) - Praia de Major (em Sanxenxo) - Praia de Aguete (em Marín) |  | - Praia de Mogor (em Marín) - Praia de Portocelo (em Marín) - Praia do Laño (em Poio) - Praia de Lourido (em Poio) - Praia de Cabeceira (em Poio) - Praia de Lapamán (em Bueu) |

A praia da Lançada, uma das praias mais famosas da Galiza, apesar de em rigor não estar na ria, mas em mar aberto, estende-se praticamente desde o extremo noroeste da ria de Pontevedra até ao extremo sudoeste da ria de Arousa. Além de ser um importante polo turístico, é um local lendário, pois no passado as mulheres iam ali tomar banho para engravidarem.
A média anual da temperatura da água da ria é 14ºC e a média de agosto cerca de 18ºC.

## Artigos relacionados
- Passeio Marítimo de Pontevedra
- Praia de Placeres